# Tangara (genre)
Pour les articles homonymes, voir Tangara, Tangara (oiseau) et Calliste (oiseau).
Genre
Tangara est un genre d'oiseaux de la famille des Thraupidae, regroupant des espèces nommées Callistes.

## Liste d'espèces
D'après la classification de référence du Congrès ornithologique international (ordre phylogénique) :
- Tangara vassorii (Boissonneau, 1840) — Calliste bleu et noir
- Tangara nigroviridis (Lafresnaye, 1843) — Calliste béryl
- Tangara dowii (Salvin, 1863) — Calliste pailleté
- Tangara fucosa Nelson, 1912 — Calliste à nuque verte
- Tangara cyanotis (Sclater, 1858) — Calliste à sourcils bleus
- Tangara ruficervix (Prévost & Des Murs, 1846) — Calliste à nuque d'or
- Tangara labradorides (Boissonneau, 1840) — Calliste vert
- Tangara gyrola (Linné, 1758) — Calliste rouverdin
- Tangara lavinia (Cassin, 1858) — Calliste à ailes rousses
- Tangara chrysotis (Du Bus de Gisignies, 1846) — Calliste à oreilles d'or
- Tangara xanthocephala (Tschudi, 1844) — Calliste à tête dorée
- Tangara parzudakii (Lafresnaye, 1843) — Calliste à face rouge
- Tangara johannae (Dalmas, 1900) — Calliste moustachu
- Tangara schrankii (Spix, 1825) — Calliste de Schrank
- Tangara arthus Lesson, 1832 — Calliste doré
- Tangara florida (Sclater & Salvin, 1869) — Calliste émeraude
- Tangara icterocephala (Bonaparte, 1851) — Calliste safran
- Tangara fastuosa (Lesson, 1831) — Calliste superbe
- Tangara seledon (Statius Müller, 1776) — Calliste à tête verte
- Tangara cyanocephala (Statius Müller, 1776) - Calliste à tête bleue
- Tangara callophrys (Cabanis, 1848) — Calliste à sourcils clairs
- Tangara desmaresti (Vieillot, 1819) - Calliste de Desmarest
- Tangara cyanoventris (Vieillot, 1819) — Calliste à ventre bleu
- Tangara inornata (Gould, 1855) — Calliste gris
- Tangara mexicana (Linné, 1766) — Calliste diable-enrhumé
- Tangara brasiliensis (Linné, 1766) — Calliste à ventre blanc
- Tangara chilensis (Vigors, 1832) — Calliste septicolore
- Tangara callophrys (Cabanis, 1849) — Calliste à sourcils clairs
- Tangara velia (Linné, 1758) — Calliste varié